# Nicolas Edet
Nicolas Edet (La Ferté-Bernard, 2 dicembre 1987) è un ciclista su strada e ciclocrossista francese, professionista dal 2011, ha vinto la classifica scalatori alla Vuelta a España 2013.

## Carriera
Dopo buoni risultati tra i dilettanti, con successi di tappa al Tour des Pays de Savoie e al Giro della Valle d'Aosta evidenziando caratteristiche di scalatore, passa professionista nel 2011 con la Cofidis. Nelle prime stagioni di attività ottiene la vittoria della classifica scalatori alla Österreich-Rundfahrt 2011 e alla Rhône-Alpes Isère Tour 2013; si aggiudica inoltra premi della combattività di tappa al Tour de France 2012 e alla Vuelta a España 2013, corsa in cui fa sua anche la classifica scalatori finale.
Nel 2014 ottiene il primo successo da professionista, imponendosi in una tappa del Rhône-Alpes Isère Tour. Nel 2018 conquista una tappa e la classifica finale del Tour du Limousin; due anni dopo è miglior scalatore alla Parigi-Nizza.

## Palmarès

### Strada
- 2007 (VS Chartrain)

4ª tappa Tour du Faso (Kokologo > Boromo)
- 2010 (Véranda Rideau Sarthe)

Classifica generale Tour de Franche-Comté
4ª tappa Tour des Pays de Savoie (Chambéry > La Toussuire)
5ª tappa Giro della Valle d'Aosta (Marignier > Ville-la-Grand)
- 2014 (Cofidis, una vittoria)

3ª tappa Rhône-Alpes Isère Tour (Saint-Maurice-l'Exil > Saint-Maurice-l'Exil)
- 2018 (Cofidis, due vittorie)

3ª tappa Tour du Limousin (Égletons > Uzerche)
Classifica generale Tour du Limousin

#### Altri successi
- 2008

Classifica scalatori Kreiz Breizh Elites
- 2009

Classifica giovani Rhône-Alpes Isère Tour
- 2011 (Cofidis)

Classifica scalatori Giro d'Austria
- 2013 (Cofidis)

Classifica scalatori Rhône-Alpes Isère Tour
Classifica scalatori Vuelta a España
- 2015 (Cofidis)

Classifica scalatori Tour de Yorkshire
- 2016 (Cofidis)

Classifica sprint Vuelta al País Vasco
- 2017 (Cofidis)

Classifica scalatori Tour du Gévaudan Languedoc-Roussillon
- 2020 (Cofidis)

Classifica scalatori Parigi-Nizza

### Cross
- 2012

Ciclocross di St Mars d'Outillé
Ciclocross di St Marceau
- 2013

Ciclocross di Coudray

## Piazzamenti

### Grandi Giri
- Giro d'Italia

2020: ritirato (15ª tappa)
2021: ritirato (14ª tappa)
- Tour de France

2012: 128º
2014: 77º
2015: 111º
2016: 106º
2017: 76º
2018: 43º
2019: ritirato (6ª tappa)
2020: 49º
- Vuelta a España

2011: ritirato (8ª tappa)
2013: 104º
2019: 18º

### Classiche monumento
- Liegi-Bastogne-Liegi

2015: ritirato
2016: 119º
2017: 152º
2018: 67º
- Giro di Lombardia

2016: ritirato
2017: ritirato
2019: 81º
2022: ritirato

### Competizioni mondiali
- Campionati del mondo

Mendrisio 2009 - In linea Under-23: 17º

### Competizioni europee
- Campionati europei

Plumelec 2016 - In linea Elite: 88º